# Roman Owsiak
Roman Jakub Owsiak (ur. 20 lipca 1936 w Twierdzy, zm. 25 lipca 1992) – polski działacz partyjny i państwowy, w latach 1975–1986 wicewojewoda sieradzki.

## Życiorys
Syn Jana i Marcjanny. Uczył się w Wieczorowym Uniwersytecie Marksizmu-Leninizmu, ukończył magisterskie studia inżynierskie. W 1960 wstąpił do Polskiej Zjednoczonej Partii Robotniczej. W latach 1975–1980 był członkiem Komitetu Wojewódzkiego PZPR w Sieradzu, zasiadał też w jego egzekutywie i zajmował stanowisko wiceprzewodniczącego Komisji Rolnej. Od września 1975 do 1986 pełnił funkcję wicewojewody sieradzkiego. Od 1984 ponownie zasiadał w KW PZPR i jego egzekutywie, w 1986 został w nim również sekretarzem. Kierował także zarządem wojewódzkim Związku Ochotniczych Straży Pożarnych.
Pochowany na cmentarzu parafialnym w Dobroniu.